# Phát nổ carbon
Phát nổ carbon là sự bùng nổ dữ dội của phản ứng tổng hợp hạt nhân nhiệt hạch trong một ngôi sao lùn trắng mà trước đó được làm lạnh chậm. Nó liên quan đến một quá trình nhiệt hạch chạy trốn, lan qua sao lùn trắng chỉ trong vài giây, tạo ra siêu tân tinh loại Ia giải phóng một lượng năng lượng to lớn khi ngôi sao đó  bị vỡ ra. Quá trình kích nổ / khử carbon dẫn đến siêu tân tinh bằng một con đường khác với siêu tân tinh loại II (sập lõi) được biết đến nhiều hơn (loại II được gây ra bởi vụ nổ thảm khốc của các lớp bên ngoài của một ngôi sao lớn khi lõi của nó nổ tung).
Một sao lùn trắng là tàn dư của một ngôi sao có kích thước nhỏ đến trung bình (Mặt Trời của chúng ta là một ví dụ về sao loại này). Vào cuối đời, ngôi sao này đã đốt cháy nhiên liệu hydro và heli và quá trình nhiệt hạch hạt nhân chấm dứt. Ngôi sao không có đủ khối lượng để đốt cháy các nguyên tố nặng hơn nhiều hoặc nổ tung thành sao neutron hoặc siêu tân tinh loại II như một ngôi sao lớn hơn có thể, từ lực hấp dẫn của chính nó, vì vậy nó dần co lại và trở nên rất đậm đặc khi nó nguội đi, phát sáng màu trắng và sau đó là màu đỏ, trong một khoảng thời gian dài hơn nhiều lần so với tuổi hiện tại của Vũ trụ.
Đôi khi, một sao lùn trắng tăng khối lượng từ một nguồn khác - ví dụ, một người bạn đồng hành sao nhị phân đủ gần để ngôi sao lùn có thể hút đủ lượng vật chất lên chính nó; hoặc va chạm với các ngôi sao khác, vật chất bị hút đã bị trục xuất trong quá trình tiến hóa sao của giai đoạn cuối của người bạn đồng hành. Nếu sao lùn trắng thu được đủ vật chất, áp suất và nhiệt độ bên trong của nó sẽ tăng đủ để carbon bắt đầu nung chảy trong lõi của nó. Sự phát nổ carbon nói chung xảy ra tại thời điểm vật chất được bồi tụ đẩy khối lượng của sao lùn trắng gần với giới hạn Chandrasekhar của khoảng 1,4 khối lượng mặt trời. Đây là khối lượng mà trọng lực có thể vượt qua áp suất thoái hóa điện tử đã ngăn ngôi sao sụp đổ trong suốt vòng đời của nó. Điều tương tự cũng xảy ra khi hai sao lùn trắng hợp nhất và khối lượng của cơ thể được hình thành nằm dưới giới hạn Chandrasekhar; nếu hai sao lùn trắng hợp nhất và kết quả vượt quá giới hạn, siêu tân tinh loại Ia sẽ được tạo ra.